# The Parallax: Hypersleep Dialogues
The Parallax: Hypersleep Dialogues è il primo EP del gruppo musicale statunitense Between the Buried and Me, pubblicato il 12 aprile 2011 dalla Metal Blade Records.

## Descrizione
Si tratta della prima parte di un doppio concept album e presenta tre brani. Come spiegato dal frontman Tommy Rogers, il progetto è il risultato di un nuovo approccio riguardo alla promozione e alla distribuzione di un concept, in cui il gruppo ha deciso di suddividere il materiale attraverso un EP e un album in studio (The Parallax II: Future Sequence), al fine di creare maggiore attesa tra i fan riguardo alla seconda parte della storia.

## Tracce
Testi di Tommy Rogers, musiche dei Between the Buried and Me.
1. Specular Reflection – 11:20
2. Augment of Rebirth – 10:19
3. Lunar Wilderness – 9:03

## Formazione
Gruppo
- Dan Briggs – basso
- Blake Richardson – batteria, percussioni
- Tommy Rogers – voce, tastiera
- Paul Waggoner – chitarra
- Dustie Waring – chitarra

Produzione
- Between the Buried and Me – produzione
- David Bottrill – produzione, ingegneria del suono
- Jamie King – produzione aggiuntiva, missaggio, mastering